# 닌텐도 SA-1

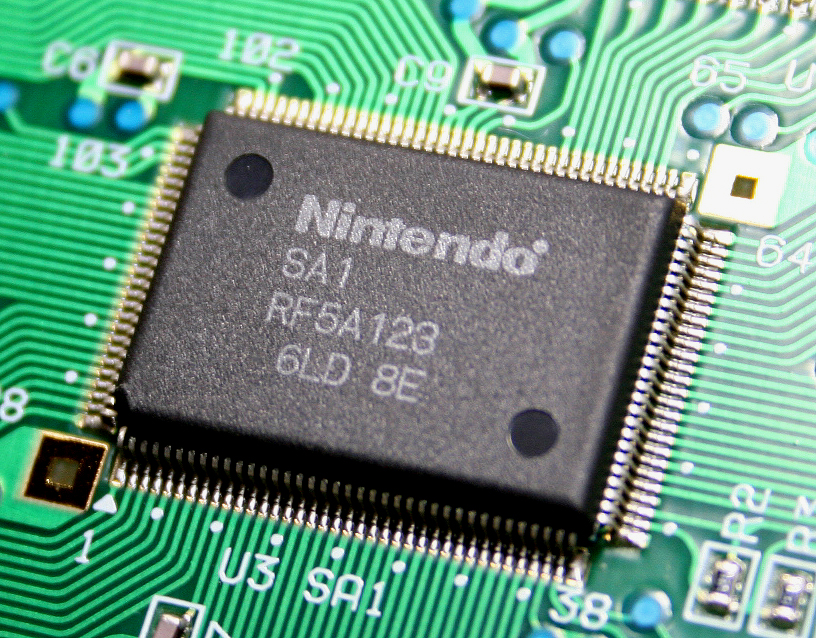
닌텐도 SA-1

닌텐도 SA-1(Super Accelerator 1)은 슈퍼 패미컴의 고사양 게임 구동을 위해 닌텐도에서 개발한 CPU다.
슈퍼 패미컴 CPU인 리코 5A22와 마찬가지로 WDC 65816을 기본으로 개발되었으며 게임 카트리지 안에 내장되어 사용된다. SA-1는 5A22과는 독립적으로 작동하며 인터럽트 사용이 가능하다.

## 주요 기능
닌텐도 SA-1는 일반 65816에 비해 대폭 개량되었다.
- 3.58MHz에서 10MHz로 속도 증가
- 더 빠른 램
- 메모리 매핑 기능 내장
- 제한된 데이터의 저장과 압축 가능
- 비트맵에서 비트플레인 전송과 같은 새로운 기억 직접 접근(DMA) 모드 추가
- CIC 내장으로 저작권 보호나 지역 마케팅 가능

## SA-1가 사용된 게임

### 1995년
- Derby Jockey 2
- Masters New: 머나먼 오거스타 3
- 실황 오샤베리 파로디우스
- 카키노키 장기(柿木將棋)
- PGA 투어 '96
- SD F-1 그랑프리
- SD 건담 G NEXT
- 신장기구락부
- 장기최강
- 슈퍼 봄버맨: 패닉 봄버 W

### 1996년
- 대전략 익스퍼트: WW2
- 드래곤 볼 Z: Hyper Dimension
- J. 리그 '96 Dream Stadium
- Jumpin' Derby
- Kirby Super Star
- Marvelous: 또 하나의 보물섬
- 슈퍼 로봇 대전 외전: 마장기신 - The Lord of Elemental
- 미니사구(四驅) 샤이닝 스콜피온 : 렛츠 & 고
- 페블 비치의 파도: NEW Tournament Edition
- PGA 유러피언 투어
- 장기최강 2
- 슈퍼 마리오 RPG: Legend of the Seven Stars

### 1997년
- 이토이 시게사토의 배스 낚시 No 1
- Kirby's Dream Land 3